# Achille Georgescu
Achille Georgescu (n. 1873, Brăila, România – d. 1919) renumit actor al Teatrului Național București.
Părinții săi îl consacrară carierei comerciale, pentru care scop îl trimiseră la București, unde absolvi patru clase ale Școlii de comerț. Se înscrise apoi la Conservator, la clasa de declamație, și termină studiile în 1894, când este angajat de Teatrul Național București, pe a cărui scenă debuta, în același an chiar, în rolul lui Iefrem din piesa „Radu dela Afumați" de Nenițescu.
A făcut parte din seriile de reprezentații date pe scenele din Iași șl Craiova de trupe sub Aristița Romanescu, Agatha Bârsescu și Constantin Nottara. De asemenea, a jucat pe scena teatrelor de vară, precum teatrul „Rașca", „Ambasadori", etc, în piese umoristice în care a interpretat de altfel cu succes personaje tipice.
A decedat în 1919 și a fost înmormântat în Cimitirul Bellu.

## Roluri în teatru
- Cuconu Angelache din „Crai de Ghindă", de Vasile Leonescu și Duțescu;
- Vittorio din „Femea îndărătnică", de William Shakespeare, tradusă de Haralamb Lecca;
- Gavril Sârbu din „Lipitorile satelor" de Vasile Alecsandri;
- Iancu Pampon din „D'ale Carnavalului", de I. L. Caragiale;
- Don Basile din „Căsătoria lui Figaro", de Beaumarchais, tradusă de Anna Ciupagea;
- Theramene din „Phedra", de Racine, tradusă de George Sion;
- Preotului din „Hero și Leandru", de Grillparzer, tradusă de Haralamb Lecca;
- Joel, din drama „Jean-Marie", de André Theuriet, tradusă de Niculae Ținc;
- Umbra din „Hamlet", de Shakespeare;
- Moțoc din „Despot-Vodă", de Vasile Alecsandri;
- Părintele Nicodim din „Vlaicu-Vodă", piesă în versuri de Alexandru Davila;
- Marele Inchizitor din „Don Carlos", de Schiller, piesă tradusă de George Coșbuc;
- Iago din „Othello";
- Salomon din „Kean";
- Trahanache în „O scrisoare pierdută";
- Maximilian Moor din „Hoții";
- Un șef de garnizoană din „Două cumetre";
- Georgescu din „Manasse";
- Lăpușneanu din „Despot Vodă";
- Teseu din „Fedra";
- Iancu Pompon din „D'ale carnavalului";
- Colonelul Schwartze din „Magda".

## Roluri în film
- Un doctor din „Independența României" (1912).